# 納坦·朗
納坦·朗（英語：Nathan Lane，1956年2月3日—）是美國的一位演員和作家，出生在澤西市。他最著名的作品是在電影鳥籠中飾演Albert、音樂劇製作人中飾演 Max Bialystock、捕鼠中飾演Ernie Smuntz角色。他還在獅子王中擔任配音。2006年，他進入好萊塢星光大道。2008年，他進駐美國喜劇名人堂。他是一位同性戀，並且已經在2015年和男友結婚。

## 外部連結
- 中的“納坦·朗”
- 互聯網百老匯資料庫（IBDB）上納坦·朗的資料（英文）
- 納坦·朗在互联网电影资料库（IMDb）上的資料（英文）
- 互联网外百老汇数据库（IOBDB）上納坦·朗的資料（英文）